# Джек Гіншелвуд
Джек Лу́ка Гі́ншелвуд (англ. Jack Luca Hinshelwood, нар. 11 квітня 2005) — англійський футболіст, півзахисник клубу «Брайтон енд Гоув Альбіон».

## Клубна кар'єра
У сім років приєдався до футбольної академії клубу «Брайтон енд Гоув Альбіон». 6 жовтня 2021 року англійська газета The Guardian назвала його одним з 20-ти найкращих молодих футболістів англійської Прем'єр-ліги. 14 квітня 2023 року підписав свій перший професіональний контракт з клубом до 2026 року. 28 травня 2023 року дебютував в основному складі «Брайтон енд Гоув Альбіон», вийшовши на заміну Денізу Ундаву в матчі Прем'єр-ліги проти «Астон Вілли». 30 вересня вперше вийшов у стартовому складі «Брайтона» на матч проти «Астон Вілли».
30 листопада 2023 року дебютував в Лізі Європи УЄФА, вийшовши в стартовому складі матчу проти афінського АЕКа. 6 грудня відзначився дебютним голом за «Брайтон» (і першим в професіональній кар'єрі) у матчі Прем'єр-ліги проти «Брентфорда».
В лютому 2024 року зазнав травми щиколотки, через яку пропустив решту сезону. 9 квітня 2024 року підписав новий контракт з «Брайтоном» до червня 2028 року. Всього провів 17 матчів в усіх турнірах і був визнаний молодим гравцем року в «Брайтон енд Гоув Альбіон» за підсумками сезону 2023–24.

## Кар'єра в збірній
Виступав за збірні Англії до 18, до 19 і до 21 року.
В червні 2025 року потрапив в заявку збірної до 21 року на молодіжний чемпіонат Європи в Словаччині. На турнірі провів п'ять матчів, а його команда здобула золоті нагороди, перемігши у фіналі збірну Німеччини.

## Особисте життя
Виріс у футбольній родині. Його прадід Воллі Гіншелвуд, дідусь Пол, батько Адам, дядьки Мартін і Денні — всі були професіональними футболістами. Його двоюрідний брат Гаррі Гауелл також виступає за «Брайтон».

## Статистика виступів
Станом на 25 травня 2025 
| Клуб                     | Сезон             | Чемпіонат         | Чемпіонат | Чемпіонат | Кубок | Кубок | Кубок ліги | Кубок ліги | Єврокубки | Єврокубки | Інші  | Інші | Всього | Всього |
| Клуб                     | Сезон             | Дивізіон          | Матчі     | Голи      | Матчі | Голи  | Матчі      | Голи       | Матчі     | Голи      | Матчі | Голи | Матчі  | Голи   |
| ------------------------ | ----------------- | ----------------- | --------- | --------- | ----- | ----- | ---------- | ---------- | --------- | --------- | ----- | ---- | ------ | ------ |
| Брайтон енд Гоув Альбіон | 2022–23           | Прем'єр-ліга      | 1         | 0         | 0     | 0     | 0          | 0          | 0         | 0         | 0     | 0    | 1      | 0      |
| Брайтон енд Гоув Альбіон | 2023–24           | Прем'єр-ліга      | 13        | 3         | 2     | 0     | 1          | 0          | 2         | 0         | 0     | 0    | 18     | 3      |
| Брайтон енд Гоув Альбіон | 2024–25           | Прем'єр-ліга      | 26        | 5         | 3     | 0     | 2          | 0          | 0         | 0         | 0     | 0    | 31     | 5      |
| Всього за кар'єру        | Всього за кар'єру | Всього за кар'єру | 39        | 8         | 5     | 0     | 3          | 0          | 2         | 0         | 0     | 0    | 49     | 8      |

1. ↑  Матчі в Лізі Європи УЄФА

## Досягнення
Збірна Англії (до 21)
- Переможець молодіжного чемпіонату Європи: 2025[17]

Особисті досягнення
- Молодий гравець року в «Брайтон енд Гоув Альбіон»: 2023–24[18]